# クランク (音楽)
クランク（Crunk）とは、ラップのジャンルの1つである。

## 概要
1990年代に生まれたジャンルで、「シンセサイザー等から発せられる電子音」と「重低音の利いたベースライン」を用いた近未来的なサウンドに、シャウト等も織り交ぜながらラップするスタイルが一般的である。なお、ブームの発端となったのは、2004年にリリースされたアッシャーの"Yeah!"、シアラの"Goodies"、リル・ジョン の"Get Low"や、ヤング・ブラッズの"Damn!"の世界的大ヒットだとされており、これらの作曲を担当したリル・ジョンはその後、一躍人気者となった。1993年にはアウトキャストが、「プレイヤーズ・ボール」を発売した。1995年にリリースされたスリー・6・マフィアの"Tear Da Club Up"は、初期のクランク曲とされている。1996年にはスリー・6・マフィアは、「Chapter 1: The End」アルバムを発表している (Gette'm Crunkを含む）。

## 代表的アーティスト
- クライム・モブ Crime Mob
- リル・ジョン Lil'Jon
- パスター・トロイ Pastor Troy
- ピットブル Pitbull
- リル・スクラッピー Lil Scrappy
- ロスコー・ダッシュ Roscoe Dash
- ソウルジャ・ボーイ・テレム Soulja Boy Tell'Em
- スリー・6・マフィア　Three 6 Mafia
- トリルヴィル Trillville
- ワカ・フロッカ・フレイム Waka Flocka Flame
- イン・ヤン・ツインズ　Ying Yang Twins
- ヤング・ブラッズ Young Bloodz
- デューク・デュース Duke Deuce